# Fort de Sainte-Foy
Le fort de Sainte-Foy est un ouvrage faisant partie de la première ceinture de Lyon, construit en 1843. Avec son périmètre de 300 × 200 m, il domine la Saône. Devant la porte principale, tournée vers Lyon, est placé un profond fossé sur lequel un pont-levis autorise l'accès.
Le grand magasin à poudre, d'une capacité de 44 tonnes de poudre, pouvait fournir jusqu'à 25 canons.
En cas de siège, l'artillerie  passait de 25 à 61 canons, et la garnison de 400 à 600 hommes.
Pour organiser la vie dans le fort, ce dernier comportait une cuisine, une laverie, quelques magasins et une fosse d'aisance dans la cour.
L'eau provenait de deux puits et d'une citerne récoltant les eaux de pluie, d'une contenance de 500 m3.

## 1944
Pendant l'opération Dragoon, Le Kommandant Heeresgebiet Südfrankreich décide de se retirer le 24 août 1944 dans le fort.

## Aujourd'hui
La Compagnie républicaine de sécurité 46 est établie dans le fort depuis 1949.
Le glacis du fort a été vendu à la mairie de Sainte-Foy-lès-Lyon afin d'y créer le parc Marius-Bourrat.
La lunette associée au fort, appartenant à un propriétaire privé, a été convertie en terrain de tennis couvert.